# Marco Rossi (Eishockeyspieler, 2001)
Marco Rossi (* 23. September 2001 in Feldkirch) ist ein österreichischer Eishockeyspieler, der seit Oktober 2020 bei den Minnesota Wild in der National Hockey League (NHL) unter Vertrag steht. Der Center wurde im NHL Entry Draft 2020 an neunter Position von den Wild ausgewählt.

## Karriere
Rossi begann seine Karriere bei der VEU Feldkirch und wechselte mit 13 Jahren in die Schweiz zur Jugend der ZSC Lions. 2018 wechselte er nach Kanada zu den Ottawa 67’s, die ihn beim CHL Import Draft dieses Jahres in der ersten Runde als insgesamt 18. Spieler gezogen hatten und mit denen er in der Ontario Hockey League auflief. Am Ende der abgebrochenen regulären Saison der Spielzeit 2019/20 erhielt er als erster europäischer Spieler die Eddie Powers Memorial Trophy, ebenso wie wenig später die Red Tilson Trophy sowie den CHL Top Scorer Award. Anschließend war er für den NHL Entry Draft 2020 verfügbar und galt als das vielversprechendste österreichische Talent seit Thomas Vanek. Im Draft selbst wurde er schließlich von den Minnesota Wild an neunter Position ausgewählt, die ihn wenig später im Oktober 2020 mit einem Einstiegsvertrag ausstatteten. Wenig später gaben die ZSC Lions bekannt, dass der Österreicher für die Off-Season der nordamerikanischen Ligen leihweise für das Team in der National League auflaufen soll.
Für die Vorbereitung auf die Saison 2020/21 nahm Rossi am Trainingslager der Wild im Januar 2021 teil, wobei er sich jedoch eine nicht näher bezeichnete Verletzung zuzog, aufgrund derer er vorerst auf unbestimmte Zeit ausfiel. Gegen Ende Januar bestätigte das Team, dass der Österreicher an COVID-19 erkrankt war und nach wie vor Symptome bzw. Spätfolgen zeigte. Diese wurden als eine Herzmuskelentzündung identifiziert, sodass Rossi erst zu Beginn der Spielzeit 2021/22 wieder in den Spielbetrieb einstieg. Nach 23 Punkten in 21 Partien für die Iowa Wild, Minnesotas Farmteam aus der American Hockey League (AHL), kam er schließlich im Januar 2022 zu seinem Debüt in der NHL. Er beendete die Saison 2021/22 mit zwei Einsätzen für Minnesota sowie mit 53 Punkten aus 63 Spielen für Iowa.
Zur Spielzeit 2023/24 etablierte sich Rossi im NHL-Aufgebot Minnesotas und beendete seine erste komplette NHL-Saison mit 40 Scorerpunkten aus 82 Partien, sodass man ihn im NHL All-Rookie Team berücksichtigte.

### International
Mit dem österreichischen Nachwuchs nahm Rossi auf U18-Niveau an den Weltmeisterschaften 2017 und 2018 teil, jeweils in der Division I. Die Mannschaft verpasste dabei jeweils den Aufstieg, während er 2017 Torschützenkönig mit sechs Treffern wurde. Mit der U20-Nationalmannschaft seines Heimatlandes bestritt er die Weltmeisterschaft der Division I 2018 sowie die Weltmeisterschaft 2021 der Top-Division, wobei er 2021 als Kapitän der österreichischen Auswahl fungierte.
Sein erstes großes Turnier mit der A-Nationalmannschaft absolvierte Rossi im Rahmen der Weltmeisterschaft 2023. Zuvor hatte er im August 2021 bereits das Qualifikationsturnier für die Olympischen Winterspiele 2022 bestritten. Sein Debüt in der Nationalmannschaft hatte er erst fünf Tage vor Beginn des Qualifikationsturniers am 21. August 2021 beim 7:5-Erfolg im Vorbereitungsspiel gegen Ungarn in Wien gegeben.

## Erfolge und Auszeichnungen
| - 2019 OHL Second All-Rookie Team - 2020 Teilnahme am CHL Top Prospects Game - 2020 Eddie Powers Memorial Trophy - 2020 CHL Top Scorer Award | - 2020 Red Tilson Trophy - 2020 OHL First All-Star Team - 2024 NHL All-Rookie Team - 2025 Vorarlberger Sportler des Jahres 2024 |

### International
- 2017 Bester Torschütze der U18-Weltmeisterschaft der Division IB

## Karrierestatistik
Stand: Ende der Saison 2024/25

### International
Vertrat Österreich bei:
| - U18-Junioren-Weltmeisterschaft der Division IB 2017 - U20-Junioren-Weltmeisterschaft der Division IA 2018 - U18-Junioren-Weltmeisterschaft der Division IB 2018 - U20-Junioren-Weltmeisterschaft 2021 | - Qualifikationsturnier für die Olympischen Winterspiele 2022 - Weltmeisterschaft 2023 - Weltmeisterschaft 2024 |

(Legende zur Spielerstatistik: Sp oder GP = absolvierte Spiele; T oder G = erzielte Tore; V oder A = erzielte Assists; Pkt oder Pts = erzielte Scorerpunkte; SM oder PIM = erhaltene Strafminuten; +/− = Plus/Minus-Bilanz; PP = erzielte Überzahltore; SH = erzielte Unterzahltore; GW = erzielte Siegtore; 1 Play-downs/Relegation; Kursiv: Statistik nicht vollständig)